# Scoglio Palomba
Scoglio Palomba è un'isola dell'Italia appartenente all'arcipelago delle isole Eolie, in Sicilia.
Amministrativamente appartiene a Lipari, comune italiano della città metropolitana di Messina, in Sicilia.
Si trova di fronte al porto dell'isola di Alicudi.